# Robert Peterson (Szenenbildner)
Robert Peterson (* 15. August 1909 in Idaho Springs, Colorado; † 10. Januar 1979 in Los Angeles, Kalifornien) war ein US-amerikanischer Artdirector und Szenenbildner, der bei der Oscarverleihung 1941 für einen Oscar für das beste Szenenbild nominiert war.

## Leben
Peterson begann seine Laufbahn als Artdirector und Szenenbildner in der Filmwirtschaft Hollywoods bei dem Schwarzweißfilm Arizona (1940). Bereits für diesen Debütfilm, einen von Wesley Ruggles inszenierten Western mit Jean Arthur, William Holden und Warren William in den Hauptrollen, war er zusammen mit Lionel Banks für den Oscar für das beste Szenenbild nominiert.
Im Laufe seiner bis zu seinem Tod andauernden Karriere arbeitete er an der szenischen Ausstattung von über 100 Filmen, Fernsehfilmen und Fernsehserien mit.

## Filmografie (Auswahl)
- 1940: Arizona
- 1941: The Stork Pays Off
- 1942: A Night to Remember
- 1947: Bulldog Drummond Strikes Back
- 1949: Fuelin’ Around
- 1949: Vor verschlossenen Türen (Knock on Any Door)
- 1949: Tokio-Joe (Tokyo Joe)
- 1949: Zwei Männer und drei Babies (And Baby Makes Three)
- 1949: Treibsand (The Walking Hills)
- 1950: Seine Frau hilft Geld verdienen (The Fuller Brush Girl)
- 1950: Ein einsamer Ort
- 1950: Die Männerfeindin (A Woman of Distinction)
- 1951: Ein Held für zwei Stunden (Saturday’s Hero)
- 1952: Skandalblatt (Scandal Sheet)
- 1952: Der Brigant (The Brigand)
- 1953: Der Gehetzte (The Juggler)
- 1953: Heißes Eisen
- 1954: Lebensgier
- 1955: Mit Leib und Seele
- 1955: Count Three and Pray
- 1957: Die Texas Rangers (Fernsehserie)
- 1959: The Gene Krupa Story
- 1962: The Wild Westerners
- 1963: Die Farmerstochter (Fernsehserie)
- 1969: In Name Only
- 1973: Police Story (Fernsehserie)
- 1977: Cover Girls (Fernsehfilm)
- 1979: Police Story: A Cry for Justice (Fernsehfilm)